# Ягья, Александр Георгиевич
Алекса́ндр Гео́ргиевич Я́гья (род. 4 мая 1968, Ташкент, СССР) — певец, композитор, продюсер, саксофонист, педагог. Экс-солист группы «Белый орёл» (2006—2011 г.г.), заслуженный артист Башкортостана.

## Биография
Александр Ягья родился 4 мая 1968 года в Ташкенте. Его родители Екатерина и Георгий Ягья. Александр рос в музыкальной семье и поэтому начал заниматься музыкой в раннем детстве. Уже в 4 года он пел в хоре телевидения и радио. Учёбу в школе № 107 Ташкента Александр совмещал с занятиями в музыкальной школе, где он обучался игре на гитаре и вокалу. Позже самостоятельно освоенными музыкальными инструментами стали саксофон и флейта. В музыкальной школе Александр был неизменным солистом в хоре мальчиков. Не пропуская ни одного музыкального конкурса, Александр Ягья почти всегда становился его Лауреатом. Помимо увлечения музыкой в юности Александр изучал кулинарное искусство и занимался спортом, в том числе заработал юношеский разряд по водному поло. После окончания школы Александр поступил в музыкальное училище города Ташкента. Затем был призван в армию в Новосибирск. Во время службы солировал в ансамбле песни и пляски Сибирского военного округа. После службы Александр был участником разных музыкальных групп.
В 1990 году отправился работать в Болгарию, где был приглашён в известную голландскую рок-группу «Марафон», которая сотрудничала с группой «The Scorpions». «The Scorpions» с «Марафон» исполняли хиты «Down On The Road», «Rock On The Night», «Марафон». Несколько лет Александр жил и выступал в Болгарии, Греции, Турции, Норвегии, а также в ЮАР и Кении, где работал певцом в шоу-варьете «HOLLYWOOD».
В 1997 году Ягья вернулся в Россию. В 1998 году Александр получил приз зрительских симпатий на конкурсе «Славянский Базар». В 2000 году преподавал вокал в Музыкальном училище имени Гнесиных и в Московском музыкальном университете на Таганке, будучи музыкальным директором, представляющим российскую сторону продюсерской голливудской компании «Millennium». В июне 2002 году состоялась презентация дебютного альбома «Вспоминай», выпущенного компанией «Фабрика песен».
В 2006 году Владимир Жечков пригласил Александра солистом в группу «Белый орёл». Состав, в который входили Александр Ягья (вокал, саксофон), Леонид Гревнов (клавишные), Дмитрий Чернышёв (гитара), Дмитрий Голощапов (бас-гитара) и Вячеслав Сердюков (ударные), публика до сих пор называет «золотым» составом группы «Белый орёл». При участии Ягьи группа выпустила альбом «Как мы любим». В 2007 году в честь 10-летия группы состоялся мировой юбилейный тур с программой «Как упоительны в России вечера». В 2008 году был снят клип на песню «Неповторимая», который стал новым хитом группы. В этом же году Ягья участвовал в создании поп-группы «Подиум» и затем помогал её продвижению. В 2009 году Александр Ягья в составе группы «Белый орёл» участвовал в концерте памяти Людмилы Георгиевны Зыкиной с песней «Родина моя» (сл. Е.Евтушенко, муз. Э.Колмановского). Оригинальный номер, во время которого Александр пел со сцены, а на экране транслировалось видео исполнения песни Л.Зыкиной, полюбился публике. В 2010 году Александр записал дуэт с Валентиной Васильевной Толкуновой — ремейк на песню «Разговор у Новогодней ёлки». 2010 год был ознаменован большим количеством концертов с новой программой «Неповторимая». «Белый орёл» выступал в Нью-Йорке, Лас-Вегасе, Торонто, Ванкувере, Тель-Авиве, Солониках и многих других городах. В этом же году состоялся юбилейный концерт группы в театре Эстрады. Однако разногласия в коллективе привели к тому, что в декабре 2010 года Александр покидает группу.
В 2011 году Александр Ягья начал свою сольную карьеру. И уже к концу 2011 года у него состоялся концертный тур по России с программой «Встреча друзей» при участии приглашённой легендарной британской группы «Smokie». Заключительный концерт тура прошёл в Государственном центральном концертном зале «Россия» в «Лужниках». Помимо сольных, артисты исполнили совместно записанную песню: «I’ll Meet You At Midnight». Также была записана дуэтная песня «What Can I Do». В сотрудничестве с авторами Андреем Алексиным и Константином Арсеньевым в конце 2012 года музыкант выпустил альбом «Пусть миром правит любовь», в состав которого вошли 14 песен, в том числе трек «Белый орёл», который слушатели встретили как откровение музыканта. В 2013 году Александр Ягья и Виктор Салтыков записали песню «Подари мне эту ночь», выпустили клип. 29 октября 2013 года в Московском международном Доме музыки состоялся концерт в рамках программы «Встреча друзей». В сопровождении Симфонического оркестра Москвы «Русская филармония» Александр Ягья представил альбом «Пусть миром правит любовь». В концерте принял участие Пол Янг. Певцы совместно исполнили две песни: «Everytime You Go Away» и «Senza Una Donna». Также в концерте участвовали Андрей Алексин, Виктор Салтыков и Дмитрий Четвергов.
В 2014 году Александр Ягья, Виктор Салтыков, Виктор Дробыш и другие музыканты приняли участие в наборе участников в детско-юношеский музыкальный ансамбль «Динамичные ребята». В 2015 году на песню «Ангел-Хранитель», записанную с Катериной Голицыной, был выпущен клип. С певицей состоялся концертный тур «Лучшие песни». В 2016 году под управлением Александра Ягья и Виктора Салтыкова были созданы и открыты «Академия искусств под руководством Виктора Салтыкова и Александра Ягья». По данным на 2018 год функционирует 7 Академий: в Москве, в Московской области и в Краснодаре и т.д. Ягья лично даёт мастер-классы по вокалу, игре на саксофоне и гитаре. В августе 2016 года Ягья выпустил сингл «Ты подарила». В сентябре 2017 года принял участие в шестом сезоне телепроекта Первого канала «Голос».
В 2018 году при сотрудничестве с саунд-продюсером Евгением Сафоновым выпущен сингл «Шанс из 100». Песня обозначена как заглавная в одноимённом концерте певца, который состоялся 16 ноября 2018 года в Vegas City Hall. Вместе с Виктором Салтыковым открыл Академию искусств Виктора Салтыкова и Александра Ягья, в которой преподаёт вокал и обучает игре на гитаре, саксофоне и флейте.
В 2019 году выпустил совместную работу с Людмилой Соколовой — «Шёл дождь». В этом же году вышел полноценный номерной альбом «Шанс из 100», состоящий из 14 песен, в том числе дуэты с Виктором Салтыковом и Катериной Голицыной.
2020 год был наполнен активной студийной работой. Были выпущены синглы «Выходи за меня», «Офицерские жёны», а также альбом инструментальной саксофоновой музыки «Вечер в Париже».
В 2021 году в свет вышли синглы «Ты моя» и «Герои белой Арктики». Последний, знаковый для артиста, посвящен 50-летию Морской Арктической Геологоразведочной Экспедиции.
В 2022 году Александру Ягья было присвоено звание заслуженный артист Башкортостана. Также этот год ознаменовался большим количеством новых релизов. Были выпущены синглы «А я-то думал, Вы счастливая», «Прости», «Я так хочу обладать этой женщиной», «Выходи за меня 2022», «Лети, моя душа», «Море любви», «Родная (Перевернула ты жизнь мою» и «Фантазёр», кавер-версия знаменитого советского хита.
В мае 2023 года Александр Ягья выступил на юбилейном концерте Михаила Шуфутинского, на котором вместе с юбиляром исполнил дуэтом песню «Левый берег Дона».

## Личная жизнь
Супруга, Янина Светлова, — концертный директор и музыкальный продюсер Александра.
У Александра 5 детей: Петр (2005 г.р.), Арина (2007 г.р.), близнецы Георгий и Екатерина (2013 г.р.), названные в честь бабушки и дедушки, дочь Орнелла (2016 г.р.).

## Творчество

### Дискография
- 2002 — «Вспоминай…»[31]

Список композиций
| №   | Название                   | Длительность |
| --- | -------------------------- | ------------ |
| 1.  | «Вспоминай»                | 4:11         |
| 2.  | «Отпусти меня»             |              |
| 3.  | «Постой»                   | 3:24         |
| 4.  | «Меня не любила ты»        |              |
| 5.  | «Звездочёт»                |              |
| 6.  | «Святая, гордая, красивая» | 4:01         |
| 7.  | «Я люблю тебя»             |              |
| 8.  | «Down The Road»            |              |
| 9.  | «Летаргия «Зима»           | 4:02         |
| 10. | «Rock In The Night»        |              |

- 2012 — «Пусть миром правит любовь»[32]

Список композиций
| №   | Название                                            | Длительность |
| --- | --------------------------------------------------- | ------------ |
| 1.  | «Без тебя»                                          | 3:51         |
| 2.  | «Потанцуй со мной»                                  | 3:57         |
| 3.  | «Друзья»                                            | 3:45         |
| 4.  | «Крик журавлей»                                     | 4:25         |
| 5.  | «Белый орёл»                                        | 3:50         |
| 6.  | «Пусть миром правит любовь»                         | 3:32         |
| 7.  | «В зеркалах»                                        | 4:24         |
| 8.  | «Подмосковные дачи»                                 | 3:24         |
| 9.  | «А я то думал, Вы счастливая»                       | 3:48         |
| 10. | «Я так хочу обладать этой женщиной»                 | 4:03         |
| 11. | «Мама»                                              | 3:47         |
| 12. | «Потанцуй со мной (Remix)»                          | 3:50         |
| 13. | «А я то думал, Вы счастливая (Акустическая версия)» | 2:29         |
| 14. | «Пусть миром правит любовь (feat. Андрей Алексин)»  | 3:30         |

- 2019 — «Шанс из 100»

Список композиций
| №   | Название                                      | Длительность |
| --- | --------------------------------------------- | ------------ |
| 1.  | «Белый орёл»                                  | 3:48         |
| 2.  | «Ты подарила»                                 | 3:34         |
| 3.  | «Неповторимая»                                | 4:09         |
| 4.  | «Мне нужно»                                   | 3:32         |
| 5.  | «Лети, моя душа»                              | 3:42         |
| 6.  | «Подари мне эту ночь (feat. Виктор Салтыков)» | 3:40         |
| 7.  | «Ангел-хранитель (feat. Катерина Голицына)»   | 3:41         |
| 8.  | «Прости»                                      | 6:32         |
| 9.  | «Любимая женщина»                             | 2:43         |
| 10. | «А я-то думал, Вы счастливая»                 | 3:45         |
| 11. | «Потанцуй со мной»                            | 3:55         |
| 12. | «Я так хочу обладать этой женщиной»           | 3:59         |
| 13. | «Пусть миром правит любовь»                   | 3:30         |
| 14. | «Шанс из ста»                                 | 3:10         |

- 2020 — «Вечер в Париже»

Список композиций
| №  | Название                               | Длительность |
| -- | -------------------------------------- | ------------ |
| 1. | «Вечер в Париже (Людвиг ван Бетховен)» | 4:12         |
| 2. | «Океаны глаз»                          | 4:43         |
| 3. | «Море любви»                           | 4:54         |
| 4. | «Далёкий остров»                       | 4:34         |
| 5. | «Шёлковый путь»                        | 4:49         |

### Синглы
- 2013 — «Подари мне эту ночь» (совместно с В. Салтыковым)
- 2015 — «Ангел-Хранитель» (совместно с К. Голицыной)
- 2016 — «Ты подарила»
- 2018 — «Шанс из 100»
- 2019 — «Вспоминай меня»
- 2020 — «Выходи за меня (свадебная)»
- 2020 — «Офицерские жёны»
- 2021 — «Ты моя»
- 2021 — «Герои Белой Арктики»
- 2022 — «А я-то думал, Вы счастливая»
- 2022 — «Прости»
- 2022 — «Я так хочу обладать этой женщиной»
- 2022 — «Выходи за меня 2022»
- 2022 — «Лети, моя душа»
- 2022 — «Фантазёр»
- 2022 — «Море любви»
- 2022 — «Родная (Перевернула ты жизнь мою)»
- 2023 — «Спасибо»